# Think Twice (chanson)
Pour les articles homonymes, voir Think Twice.
Pistes de The Colour of My Love
Misled Only One Road
Think Twice est une chanson de Céline Dion qui se retrouve sur son album The Colour of My Love. Elle a été lancée comme troisième extrait de cet album partout dans le monde. La chanson est sortie le 18 juillet 1994 en Amérique, en octobre 1994 au Royaume-Uni, en Australie et au Japon, et en février 1995 dans le reste du monde. C'est une chanson rock avec des solos de guitares électriques.
Le vidéoclip sera lancé en deux versions : la première, où Céline est vêtue d'une camisole, d'un jeans et manteau sans manche, qui a été réalisée pour le monde entier, et une deuxième version qui a été réalisée au Royaume-Uni.
Elle chante cette chanson au World Music Awards de 1995. Elle la chante pendant les tournées The Colour of My Love Tour, Falling into You Tour, Let's Talk About Love Tour, Taking Chances World Tour.
Une version dance de cette musique, lancée par Almighty Records et chantée par l'artiste britannique Rochelle, a été un hit dans les années 1990.
La chanson sera incluse dans les versions européennes et australiennes des compilation All the Way... et My Love Essantial Collection.

## Succès
La chanson aura un grand succès mondial. Par contre, pour une rare fois, c'est le seul single de son répertoire qui sera soldé par un échec aux États-Unis, alors que dans le Canada, en Australie et le reste du monde, le single marche très bien. La chanson entre en 100e position sur le Billboard Hot 100 et sera, la semaine suivante, en 95e position. Elle y restera 7 semaines.
En Europe, la chanson est numéro 1 dans 10 pays dont l'Irlande (9 semaines), le Royaume-Uni (7 semaines, où elle avait débuté en 51e position), la Belgique (5 semaines), les Pays-Bas (4 semaines), la Norvège (4 semaines), en Suède (4 semaines) et au Danemark (2 semaines). En Australie, la chanson débute en 60e position en novembre 1994. Après un démarrage très lent, la chanson met 26 semaines pour finalement atteindre la 2e position et y passe 2 semaines non consécutives . Il s'agit de sa deuxième chanson à atteindre le top 5 dans ce pays après The Power of Love (qui avait atteint le n.1). Le single se classe aussi dans le top 20 en Allemagne, Suisse, Espagne, Nouvelle-Zélande et au Canada.
L'impact de cette chanson permet à l'album d'atteindre la 1re position dans les pays suivants : Australie, Royaume-Uni, Irlande, Grèce, Norvège et Belgique.

## Charts mondiaux
| Pays                         | Meilleure Position | Certification | Vente   |
| ---------------------------- | ------------------ | ------------- | ------- |
| Allemagne                    | 19                 |               |         |
| Australie                    | 2                  |               |         |
| Belgique Flandre             | 1                  |               |         |
| Canada                       | 14                 |               |         |
| Danemark                     | 1                  |               |         |
| Irlande                      | 1                  |               |         |
| Norvège                      | 1                  |               |         |
| Nouvelle-Zélande             | 20                 |               |         |
| Pays-Bas                     | 1                  | or            | 50 000  |
| Royaume-Uni                  | 1                  | platine       | 600 000 |
| Suède                        | 1                  |               |         |
| Suisse                       | 6                  |               |         |
| États-Unis Billboard Hot 100 | 95                 |               |         |